# Mistrzostwa Polski w Saneczkarstwie 2011
Mistrzostwa Polski w Saneczkarstwie 2011 odbyły się na torze lodowym w Krynicy-Zdroju w dniach 22–24 lutego 2011.

## Medaliści[1]
| Konkurencja                  | Złoto                                                                                           | Czas     | Srebro | Czas     | Brąz                                                                              | Czas     |
| Jedynki kobiet (23 lutego)   | Dagmara Bednarczyk (Beskidy Bielsko-Biała)                                                      | 46,633   | Ewelina Staszulonek (AZS AWF Katowice)                                                                                             | 46,722   | Natalia Wojtuściszyn (UKS Nowiny Wielkie)                                         | 46,753   |
| Jedynki mężczyzn (23 lutego) | Artur Gędzius (Śnieżka Karpacz)                                                                 | 45,872   | Janusz Łątka (Tajfun Nowy Sącz) | 46,330   | Sebastian Szabla (Tajfun Nowy Sącz)                                               | 46,344   |
| Dwójki mężczyzn (24 lutego)  | Artur Grudziński (UKS Nowiny Wielkie) Artur Gędzius (Śnieżka Karpacz)                           | 47,442   | Sebastian Szabla (Tajfun Nowy Sącz) Kamil Gumulak (Tajfun Nowy Sącz)                                                               | 47,792   | Artur Petyniak (Śnieżka Karpacz) Adam Wanielista (Śnieżka Karpacz)                | 47,955   |
| Drużyny (24 lutego)          | UKS Nowiny Wielkie (Ewa Kuls) Parkowa Krynica-Zdrój (Patryk Poręba, Patryk Poręba/Karol Mikrut) | 1.11,146 | Łoś Gołdap (Mariola Ziętek) UKS Nowiny Wielkie (Artur Gędzius) UKS Nowiny Wielkie/Śnieżka Karpacz (Artur Gędzius/Artur Grudziński) | 1.11,216 | Śnieżka Karpacz (Anita Lipińska, Adam Wanielista, Artur Petyniak/Adam Wanielista) | 1.11,986 |